# William Diehl
William Diehl (4 de dezembro de 1924 - 24 de novembro de 2006) foi um escritor americano. 
Criou o personagem Martin Vail, protagonista de três dos seus livros. O advogado de causas perdidas foi interpretado por Richard Gere no filme Primal Fear, baseado no romance de mesmo título.

## Obras
- Sharky's Machine (1978)
- Chameleon (1981)
- Hooligans (1984)
- Thai Horse (1987)
- The Hunt (1990)
- Primal Fear (1992)
- Show of Evil (1995)
- Reign in Hell (1997)
- Eureka (2002)